# خوان باوتيستا لازارو دي دييغو
خوان باوتيستا لازارو دي دييغو (بالإسبانية: Juan Bautista Lázaro de Diego)‏ هو مهندس معماري إسباني، ولد في 1849 في ليون في إسبانيا، وتوفي في 1919 في سيمبوزويلوس في إسبانيا.